# NGC 7288
NGC 7288 ist eine linsenförmige Galaxie vom Hubble-Typ S0-a im Sternbild Aquarius. Sie ist schätzungsweise 228 Millionen Lichtjahre von der Milchstraße entfernt.
Das Objekt wurde am 1. Oktober 1864 von Albert Marth entdeckt.